# Rachel Reeves
Rachel Jane Reeves (Lewisham, 13 de febrero de 1979) es una economista y política británica que se ha desempeñado como Canciller de Hacienda desde 2024. Miembro del Partido Laborista, ha sido miembro del Parlamento (MP) por Leeds West y Pudsey, anteriormente Leeds West, desde 2010.
Elegida en las elecciones generales de 2010, Reeves sirvió en el gabinete en la sombra de Ed Miliband como Secretaria del Tesoro de 2011 a 2013 y Secretaria para el Trabajo y las Pensiones de 2013 a 2015. Se desempeñó como presidenta del Comité de Estrategia Empresarial, Energética e Industrial de la Cámara de los Comunes de 2017 a 2020. Tras la elección de Sir Keir Starmer como líder laborista, se desempeñó en su gabinete en la sombra como Canciller de Hacienda de 2021 a 2024.
Tras la victoria del Partido Laborista en las elecciones generales de 2024, Reeves entró al gobierno y fue nombrada Canciller de Hacienda por el Primer Ministro Keir Starmer en su gobierno, convirtiéndose en la primera mujer en ocupar el cargo en sus 708 años de historia. Fue clasificada como la primera persona más poderosa en la política de izquierda británica por el New Statesman en 2023.